# 克丽丝廷·诺雷柳斯
克丽丝廷·诺雷柳斯（英語：Kristine Norelius，1956年12月26日—），美国女子赛艇运动员。她曾代表美国参加1984年夏季奥林匹克运动会赛艇比赛，获得女子八人单桨有舵手金牌。